# Danuta Stenka
Danuta Stenka, née le 10 octobre 1961 à Sierakowice, en Cachoubie est une actrice polonaise d'origine cachoube.

## Filmographie partielle
- 2001 : L'Homme des foules, de John Lvoff : Anna Markowicz
- 2001 : Quo Vadis ?, de Jerzy Kawalerowicz : Pomponia
- 2002 : Chopin. Pragnienie milosci, de Jerzy Antczak : George Sand
- 2006 : Justice aveugle(ment) (Bezmiar sprawiedliwosci), de Wieslaw Saniewski : Kamila Wilczek
- 2006 : Kochankowie z Marony, de Izabella Cywińska : Hornowa
- 2007 : Katyn, d'Andrzej Wajda : Róża
- 2010 : Robert Mitchum est mort, d'Olivier Babinet et Fred Kihn : Katia
- 2011 : Les Impliqués, de Jacek Bromski : Madame Telak
- 2012 : Nad życie d'Anna Plutecka-Mesjasz ; le docteur Bielecka
- 2017 : The Art of Loving (Sztuka kochania. Historia Michaliny Wislockiej) de Maria Sadowska
- 2018 : Les Rescapés (Wilkołak) d'Adrian Panek : Jadwiga
- 2020 : Le Goût de la haine de Jan Komasa : Zofia Krasucka

## Doublage polonais
- Tilda Swinton dans :
  - Le Monde de Narnia : Le Lion, la Sorcière blanche et l'Armoire magique (2005) : La Sorcière Blanche
  - Le Monde de Narnia : Le Prince Caspian (2008) : La Sorcière Blanche
  - Le Monde de Narnia : L'Odyssée du Passeur d'Aurore (2010) : La Sorcière Blanche
  - Doctor Strange (2016) : l'Ancien
  - Avengers: Endgame (2019) : l'Ancien
- Cate Blanchett dans :
  - Le Hobbit : Un voyage inattendu (2012) : Galadriel
  - Le Hobbit : La Désolation de Smaug (2013) : Galadriel
  - Le Hobbit : La Bataille des Cinq Armées (2014) : Galadriel
- 2009 : La Montagne ensorcelée : Dr Alex Friedman (Carla Gugino)
- 2016 : Suicide Squad : Amanda Waller (Viola Davis)
- 2018 : Black Panther : Ramonda (Angela Bassett)